# Hedysarum bucharicum
Hedysarum bucharicum är en ärtväxtart som beskrevs av Boris Fedtjenko. Hedysarum bucharicum ingår i släktet buskväpplingar, och familjen ärtväxter. Inga underarter finns listade i Catalogue of Life.